# Pobeda, Iambol
Pobeda (în bulgară Победа) este un sat în comuna Tundja, regiunea Iambol,  Bulgaria. 

## Demografie
Componența etnică a satului Pobeda
     Bulgari (94,25%)
     Romi (2,15%)
     Nicio identificare (3,59%)
     Altele (0%)
La recensământul din 2011, populația satului Pobeda era de 557 locuitori. Din punct de vedere etnic, majoritatea locuitorilor (94,25%) erau bulgari, cu o minoritate de romi (2,15%). Pentru 3,59% din locuitori nu este cunoscută apartenența etnică.